# Galium consanguineum
Galium consanguineum är en måreväxtart som beskrevs av Pierre Edmond Boissier. Galium consanguineum ingår i släktet måror, och familjen måreväxter. Inga underarter finns listade i Catalogue of Life.